# Mohammad Taqi Mostafavi
Mohammad Taqi Mostafavi (1905-1980) est un archéologue iranien.

## Biographie
Il travaille d'abord comme instituteur puis obtient en 1928 une licence de droit. En 1931, il devient contrôleur des fouilles à Suse pour le Service des antiquités, auprès de la Délégation française, puis à Persépolis.
Assistant d'André Godard à la direction du service des antiquités, il s'occupe de l'intendance des travaux de restauration des monuments d'Ispahan.
Membre de la délégation iranienne au troisième Congrès international d'art et d'archéologie de l'Iran à Leningrad, il est nommé Directeur du Service des antiquités en 1944. Il publie alors une série d'études sur les monuments des provinces de l'Iran.
Après sa retraite en 1958, il édite des ouvrages sur les monuments iraniens.

## Œuvres
Les titres présentés ici sont des traductions du persan.
- Hagmatana : la ville antique de Hamadan, 1955
- Histoire de la protection des arts et monuments en Iran, 1955
- Le pays de Pars , 1964
- Aperçu de l'architecture de l'Iran, 1967
- Les Monuments historiques de Téhéran, 1982